# غريغوريو توريس
غريغوريو توريس (بالإسبانية: Gregorio Torres Ramírez)‏ (3 سبتمبر 1985 بغوادالاخارا في المكسيك - ) هو لاعب كرة قدم مكسيكي في مركز الوسط. لعب مع سانتوس لاغونا وكروز آزول وكلوب ليون ونادي أطلس ونادي باتشوكا وVenados F.C. ‏.

## وصلات خارجية
- غريغوريو توريس على موقع قاعدة بيانات كرة القدم.إي يو (الإنجليزية)